# 拉頂氏徵象
拉頂氏徵象（Ladin's sign）是一種懷孕的醫學徵象，是指子宮和子宮頸交界處的前方中線處變軟的情形，約在孕期六週時出現，而且可以用人工檢查來發現。
若婦女認為有懷孕可能，進行第一次的骨盆檢查時，一般就會出現拉頂氏徵象。子宮頸長度在懷孕期間也很重要，子宮頸長度過短可能會增加早產以及分娩的可能性，而在分娩開始時，子宮頸長度會自然縮短。受孕造成的子宮頸軟化以及其他懷孕的早期徵象，有助於醫師診斷是否懷孕。
子宮頸軟化的原因，除了拉頂氏徵象以外，在懷孕時也可能會有子宮頸異常軟化，因此需要透過包括剪力波速度量測（sheer wave speed measurement）在內的檢查，來區分正常的拉頂氏徵象以及異常的子宮頸軟化。